# ポール牧
ポール牧（ポールまき、1941年〈昭和16年〉8月2日 - 2005年〈平成17年〉4月22日）は、日本のコメディアン、タレント、俳優、元僧侶。北海道天塩郡天塩町出身。実家は曹洞宗寺院。北海道天塩高等学校卒業。血液型はAB型。
本名は榛澤一道（はんざわ かずみち）。僧名は熈林一道（きりん いちどう）。
関武志とともにコント・ラッキー7を結成し、人気を博した。リズム良く指を鳴らす「指パッチン」で知られた。

## 略歴
- 1951年（昭和26年） - 10歳で得度。
- 1956年（昭和31年） - 高校卒業後、秋田県大館市の禅寺で修行。
- 1958年（昭和33年） - 還俗し、上京。
- 1962年（昭和37年） - 芸能界デビュー（放送作家はかま満緒の弟子として萩本欽一と同期）。
- 1968年（昭和43年） - 関武志と「コント・ラッキー7」を結成。
- 1975年（昭和50年） - 東京新喜劇を立ち上げる。
- 1983年（昭和58年） - 東京新喜劇運営失敗により、多額の借金を抱え、睡眠薬服用による自殺未遂。
- 1984年（昭和59年） - 関の死去により、コンビは解散。
- 1996年（平成8年） - 9月30日、兄の死去をきっかけとして静岡県袋井市の萬松山可睡斎で再び得度する。
- 2001年（平成13年） - 離婚。
- 2002年（平成14年） - 茨城県鹿嶋市に司友山一道寺を創建、住職に就任。
- 2004年（平成16年） - 再び還俗する。
- 2005年（平成17年） - 4月22日早朝、東京都新宿区内の自宅マンションから飛び降り自殺。63歳没。

## 人物・エピソード
- 父親は米沢藩上杉家の菩提寺を継ぐ99代目の住職だったが、60歳を過ぎて布教のため北海道に渡り、曹洞宗「道開寺」を創建。北海道に渡る船で母親と出会い結婚した。年が40歳も離れていて、ポールは父が66歳の時に生まれた子供であるという[2]。
- 秋田の禅寺で修行したが先輩僧にひどくいじめられた。門前で駄菓子屋を営む老人にいじめられていることを打ち明けていたが、ある日老人に「君をここから逃がしてあげる」と言われ、老人の手を借りて寺から脱走した。
- 高校の同級生にラッシャー木村がいた。
- 「牧」は牧伸二と同様に漫談家・牧野周一一門である事を表す。ただし、2年ほど師事した後に牧野に最初にもらった芸名「牧沢一彦」（まきざわ かずひこ）が気に入らず、自分で勝手に「ポール牧沢」と名付けて牧野に報告しに行った時にその場で破門を言い渡されている[3]。その後、別の師匠に弟子入りすると今度は要領よくやり叱られることはなかったが、逆に師匠から「お前は要領が良すぎて、俺が怒る隙を与えない！」と指摘された。
- 榎本健一に弟子入りした時期、「コメディアンは自分の体をいじめて客を笑わせるんだ」という言葉に感激し、トーク番組などでよく語っていた。
- 好角家で知られ、角界にも友人が多い。テレビ朝日の「慈善大相撲」にコント・ラッキー7として相撲コントを披露したり、TBSラジオの「まったなし!大相撲」のゲストとして出演しており司会者から「ポール牧親方」と呼ばれていた。
- 春日野部屋に居候していた経験があり、部屋に潜り込み、力士達を得意の話芸で楽しませていたところ、夜中まで笑い声がすることを不審に思った春日野親方（元横綱・栃錦）に目撃されたが、彼を中心に楽しく笑う力士達の姿を見て、「部屋が明るくなるなら」と居候を黙認。ちゃんこ鍋の作り方を教わって手伝ったり、大露羅の名付け親になるなど良好な関係だった[3]。
- 1991年にレジー・ベネットが出演するピップフジモト（現：ピップ）の栄養ドリンク「ダダン」のCMの振付を担当した[4]。
- 1995年3月、明和電機に初めて対面した際、モノを使っての芸を厳しく批判した。しかしこの日、明和電機の作品である「パチモク」を背負って指パッチン演奏をし、パチモクに直筆のサインと判を残した。
- 1996年12月、テレビの取材で沖縄県島尻郡粟国村を訪れたのをきっかけに、1997年2月26日に同村初の「観光大使」に任命された。また、同村の地域振興券のデザインとしても採用された。
- 2000年に女性へのセクハラで告発された。「僕にはパワーがあるから、彼女に与えようとした」などと釈明したため、講演活動を中心とした仕事が激減し、加えて、司友山一道寺の運営も行き詰まっていったといわれる。
- 「ホラ吹きポール」の異名を持つほど、ホラ話に事欠かない。「ビートたけしと一緒に銀座をハシゴした」と言ったが、実は飲み屋で一杯ほどごちそうされただけだったり、自身の浅草での舞台に長蛇の列ができても、「ホームレスがたくさん酔っぱらって死んでいた」と言うほどであった[3]。
- 根は真面目であり、大川豊ら当時の若手からも尊敬されていた。また、週刊誌のコラムを執筆し、当時の不祥事相次ぐ警察に苦言を呈するなど、文化人としての面もあり、各地で講演活動を行なっていた。
- 佐川急便の社員研修において使用する教育用ビデオで、初めは荷物を出してくれないが最後には取引をさせてくれる会社の社長役を演じている。
- K-1ファイターであるルスラン・カラエフなどの格闘家をマルプロジムへ連れてきていた。
- 「ドーランの 下に涙の 喜劇人」は、彼が色紙にサインとともによく綴っていた句である。
- 指パッチンをし過ぎて骨折した事がある。

## 師匠
- 榎本健一
- はかま満緒
- 牧野周一

## 孫弟子
- 西田和昭

## 著書
- 『笑わせ者たちの伝説』現代書林、1987年2月20日。
- 生きるための言葉（河出書房新社）
- 指パッチン人生論（世界文化社）
- 今日ただ今の命―さて、どう生きる!（佼成出版社）
- 指パッチン流 色即是空（ぴいぷる社）
- 詩集・逆鱗

ほか多数

## 主な出演作品

### バラエティ
- 大正テレビ寄席 (NET 現 テレビ朝日)
- ウォー！コント55号 (NET)
- お笑いオンステージ (NHK) レギュラー
- ゲームテレパシー (NET テレビ朝日) 1970年　山崎唯司会のクイズ番組。コンビでアシスタントを担当。
- 爆笑ヒット大進撃！！(日本テレビ) 1981年
- 花王名人劇場 (関西テレビ)
- 加トちゃんケンちゃんごきげんテレビのコントドラマのコーナー・THE DETECTIVE STORYのゲスト（TBS）
- 志村けんのだいじょうぶだぁ（フジテレビ）ゲスト
- 志村けんのバカ殿様 (フジテレビ) 1992年1月2日 ゲスト
- ビートたけしのお笑いウルトラクイズ（日本テレビ、1989年〜1996年）
コンビ解散後、再ブレイクした番組。指パッチンはもちろん、ドッキリ企画の『人間性クイズ』では仕掛け人として後輩（石塚英彦、上島竜兵など）に肉体関係を求める同性愛者を演じた。また“指パッチン100回を何秒で出来るか”というコーナーがあり、指パッチンを連打するかと思いきや、ターンしたり、足の下から指パッチンをするなど爆笑を誘いながら、36.2秒を叩き出す匠の技であった（そのVTRの90回目以降はスロー再生をし、視聴者の笑いを誘った
- クイズダービー （TBS、1992年2月8日）ゲスト
- クイズところ変れば!?（テレビ東京）
- どちら様も!!笑ってヨロシク（30分時代に、1 - 2ヶ月に一度の割合で5枠に不定期出演）

### ドラマ
- 特別機動捜査隊　第274話「ある煙突地帯」（1967年）-浅野（クレジット：ポール牧沢）
- 人造人間キカイダー 第39話「父の仇ジロー全国指名手配」（NET／東映、1973年） - 警官A 役
- 破れ奉行（テレビ朝日、中村プロダクション、1977年）
- 赤穂浪士 第1話「花の雨」（1979年4月16日、テレビ朝日 / 東映 / 中村プロダクション）- 畳職人
- 噂の刑事トミーとマツ 第8話（TBS／大映テレビ 1979年） - 山崎
- Gメン'75 （TBS／東映）
  - 第162話「女子大生と警官の異常な関係」（1978年）− 室谷
  - 第178話「速水刑事を射つ男たち」（1978年） - 谷一郎 役
  - 第229話「暴走トラック殺人ゲーム」（1979年） - クラブのおかま
  - 第298話「ヌードカメラマン殺人事件」（1981年） - 正司 役
- 西遊記II 第2話「恐怖! 猿のワクチン」（日本テレビ 1979年）
- 熱中時代（日本テレビ／ユニオン映画）
  - 刑事編 第5話「赤頭巾と熱中刑事」・第25話「熱中刑事ワナにかかる」・第26話「ハッピーだぜ! 熱中刑事」（1979年）土田功 役
  - 教師編第2シリーズ 第1話「帰って来た熱中先生」（1980年）車掌 役
- キッド（日本テレビ 1981年 - 1982年）
- 若草学園物語（日本テレビ 1983年）
- ビートたけしの学問ノススメ
- 大河ドラマ（NHK総合）
  - 山河燃ゆ（1984年） - 吉原伍長
  - 琉球の風（1993年） - 亀井茲矩
- 暴れん坊将軍II 第127話「女の聖域 駆込寺無情!」（1985年、ANB / 東映） - 留吉
- 夢帰行（NHK総合、1990年）
- 世にも奇妙な物語
  - 「真夜中」（1991年） ‐ 吉田博
  - 「神様」（1991年）
- 浅見光彦ミステリー3 佐渡伝説殺人事件（日本テレビ / 近代映画協会 1988年4月12日）- 塚原為男 役
- 水戸黄門第23部 第9話「悪を裁いた偽黄門様 -糸魚川-」（1994年9月26日、TBS / C.A.L） - 放浪亭玉蔵 役
- さむらい探偵事件簿 第1話「幻の春画を捜せ!」（1996年、NTV / ユニオン映画）
- てるてる家族（NHK総合 連続テレビ小説 2003年）[5]

### CM
- 藤沢薬品工業 油っ固（1983年）
- 大日本除虫菊 音浴湯（1991年）[6]
- ソフト99 ガラコ
- ケンタッキーフライドチキン カーネルバーガー（1992年）
- コロナ 石油ファンヒーター「よごれま栓」
- 国際情報芸術学院
- 杏雲堂製薬 キンカップシリーズ

### 映画
- 軍旗はためく下に（東宝、1972年）
- 俺は上野のプレスリー（松竹、1978年）
- TATTOO＜刺青＞あり（ATG、1982年）
- 哀しい気分でジョーク （松竹、1985年）
- ア・ホーマンス（東映、1986年）
- ウェルター（レイトンハウス、1987年）
- 新宿純愛物語（東映、1987年）
- 文学賞殺人事件 大いなる助走（東映クラシックフィルム、1989年）
- カンバック（ガッツエンタープライズ、1990年）
- ふうせん（東映、1990年）
- きんぴら（東映、1990年）
- 風の国（東映アストロフィルム、1991年）
- カレンダー if just now（東映クラシックフィルム、1991年）
- プライベートレッスン (ワーナー 1993年)
- 故郷（Mukai Production、1999年）

### ビデオシネマ
- 裏切りの明日（東映ビデオ、1990年）
- けっこう仮面（ジャパンホームビデオ、1991年）
- 勢揃いおかま忠臣蔵 (ハゴロモ 1991年)
- 電影少女 -VIDEO GIRL AI- （東宝、1991年）
- Mr.ゴーストによろしく（マイルストーン、1991年）
- リバーシブル・恐怖篇（バップ、1991年）
- リバーシブル・爆発編　うぴょーツ！やっぱり男に戻りたい（バップ、1992年）
- ダ・ダーン（徳間ジャパン、1992年）
- 復讐（タキコーポレーション、1992年）
- 宇宙から来た美少女アミ＆レイミ　SOLDIER COP（アント・パスタ、1992年）
- 極楽競馬　のるかそるかの大逆転!（パック・イン・ビデオ、1992年）
- 中指姫　俺たちゃどうなる?（ポニーキャニオン、1993年）
- ダンガン教師（東映ビデオ、1995年）
- Zero WOMAN　警視庁0課の女（ワニブックス、1995年）
- ガスコップ（シネマパラダイス、1995年）
- 82分署（ワニブックス、1995年）
- 花暦　市川恋太郎一座　大分佐伯　翔べないカモメ編（花暦制作実行委員会＝カムテック、1997年）

## 音楽作品
- 青春へのメッセージ（1991年11月21日）
- お気楽で行こう（1994年7月6日、ポール牧with松本コンチータ）
- 幸せパッチン・指パッチン（1995年6月21日）

## 演じた俳優
- 陣内孝則 - 『ゴールデンボーイズ 1960笑売人ブルース』（1993年8月24日、日本テレビ系）